# Alberico Evani
Alberico Evani (Massa, 1 de Janeiro de 1963) é um ex-futebolista e treinador de futebol italiano.

## Carreira de jogador
Apesar de ter atuado durante treze anos no Milan (1980 a 1993), Evani (que disputou quinze jogos com a camisa da Seleção Italiana, sem marcar gols) ficou mais conhecido no futebol por ter sido um dos dois jogadores que acertaram suas cobranças de pênalti contra o Brasil, na decisão da Copa do Mundo de 1994 - o outro foi o também relativamente desconhecido Demetrio Albertini, ao passo de que as estrelas da Azzurra, Franco Baresi, Daniele Massaro e Roberto Baggio, desperdiçaram.
O meio-campista jogou ainda por Sampdoria (1993-1997) e Reggiana (1997-1998) até encerrar sua carreira em 1999, no Carrarese.

## Carreira de treinador
Em 2005, Evani estreou como técnico na categoria Allievi Nazionali do Milan, onde trabalhou até 2008. No mesmo ano, assumiu o comando do time Primavera, permanecendo durante um ano.
No ano de 2009, foi escolhido novo comandante do San Marino Calcio, time samarinês filiado à FIGC, trabalhando também durante um ano. Desde 2010, compartilha as funções de técnico das Seleções Sub-18 e Sub-19 da Itália.

## Títulos
Pelo Milan
- Campeonato Italiano: 1987–88, 1991-92, 1992-93
- Campeonato Italiano - Série B: 1980-81, 1982-83
- Supercopa Italiana: 1988, 1992, 1993
- Liga dos Campeões da UEFA: 1988–89, 1989–90
- Supercopa Européia: 1989, 1990
- Mundial Interclubes: 1989 e 1990

Pela Sampdoria
- Copa da Itália: 1994